# لوئیس باکالوف
لوئیس باکالوف (Luis Bacalov؛ زادهٔ ۳۰ مارس ۱۹۳۳) نوازنده پیانو، آهنگساز و رهبر ارکستر اهل ایتالیا است.
وی برنده جوایزی همچون جایزه اسکار بهترین موسیقی فیلم شده‌است.

## بخشی از فیلم‌شناسی
- انجیل به روایت متی (۱۹۶۴)
- جانگو (۱۹۶۶)
- ساحره عاشق (۱۹۶۶)
- ارواح – به سبک ایتالیایی (۱۹۶۷)
- برای عشق… برای افسون… (۱۹۶۷)
- کالیبر ۹ (۱۹۷۲)
- خوش به‌حال پولداران (۱۹۷۲)
- آره که میشه رفیق (۱۹۷۲)
- اغواگری (۱۹۷۳)
- دوست مادرم (۱۹۷۵)
- تپانچه‌های پُر (۱۹۷۵)
- الماس‌های آغشته به خون (۱۹۷۸)
- شهر زنان (۱۹۸۰)
- ماسک (۱۹۸۸)
- یک داستان ساده (۱۹۹۱)
- ایل پوستینو: پستچی (۱۹۹۶)
- یک خواهشی ازتون دارم (۱۹۹۶)
- آتش‌بس (۱۹۹۷)
- شورای مصر (۲۰۰۲)
- خبرهایی از محل حفاری (۲۰۱۰)